# Drachten Oost
Drachten Oost is een toekomstige woonwijk aan de oostkant van Drachten, Drachten Oost is een tijdelijke benaming, daar deze wijk nog in ontwikkeling is.
De wijk wordt begrensd door de Folgeralaan aan de noordkant, de Knobben aan de zuidkant, de Dammen (Drachtstercompagnie) aan de oostkant en de Wâldwei (N31) aan de westkant.
Hier moeten vanaf 2007 zo'n 2500-3500 woningen compleet met winkelcentrum en scholen verrijzen.